# Rauvolfia vomitoria
Rauvolfia vomitoria är en oleanderväxtart som beskrevs av Adam Afzelius. Rauvolfia vomitoria ingår i släktet Rauvolfia och familjen oleanderväxter. Inga underarter finns listade i Catalogue of Life.